# Chemise de Saint Louis
La chemise de Saint Louis, aussi appelée tunique de Saint Louis, est une chemise vénérée comme une relique par certains catholiques, en raison de son appartenance supposée à Louis IX, dit Saint Louis, roi de France et saint catholique du XIIIe siècle. Elle fait partie du trésor de la cathédrale Notre-Dame de Paris.

## Description
Fabriquée dans un tissu en lin blanc composé d'environ 31 fils de chaîne au cm2 pour 27 fils de trame, cette chemise est large de 43 cm et haute de 111,4 cm. Elle présente des traces de sang et une manche est manquante.
Un authentique en parchemin du XVe siècle est cousu à la chemise au niveau du torse. Il porte une inscription en écriture gothique l'attribuant à Louis IX.
Antoine-Pierre-Marie Gilbert décrit le vêtement en ces termes en 1821, :

« La chemise, dite de saint Louis, à laquelle est attachée une inscription écrite sur parchemin en caractères gothiques, et conçue en ces termes : C'est la chemise de Mons. sainct Loys, jadis roi de Fran., et n'y a que une manche.
« Cette chemise ressemble à celle d'une femme ; l'ouverture du poignet, qui est fort étroite, ne permet pas de croire qu'elle ait pu servir à tout autre usage. Les pointes, au lieu d'être sur les côtés, sont sur le devant et sur le derrière ; elle a 3 pieds 9 pouces de hauteur. L'ouverture de la gorge est taillée en forme de cœur. »

## Histoire

### Origine
L'âge exact de la chemise est incertain. Anciennement datée du XIIIe siècle, sa création remonterait en fait au XIIe siècle.
Elle est usuellement appelée chemise de Saint Louis,,,,, car elle est réputée avoir appartenu à Louis IX, qui fut roi de France au XIIIe siècle. Celui-ci étant considéré comme saint de son vivant, puis canonisé par l'Église catholique, sa chemise a été conservée et est vénérée comme une relique par certains fidèles.
Gilbert se demande si cette chemise ne serait pas celle que le « Vieux de la Montagne » a offerte à Louix IX lors de son séjour à Saint-Jean-d'Acre en 1250,. Cet épisode de la septième croisade est rapporté par un Croisé ayant accompagné Louis IX, Jean de Joinville, dans sa biographie du roi :
« Dedans la quinzeinne revindrent les meſſages le Vieil en Acre, & apporterent au Roy la chemiſe du Vieil & diſtrent au Roy de par le Roy [variante : & disdrent au Roy de par le Viel], que c'eſtoit ſénefiance que auſſi comme la chemiſe eſt plus près du cors que nul autre veſtement, auſſi veult le Viex tenir le Roy plus près à amour que nul autre roy. »
— Jean de Joinville, Histoire de saint Louis, dans l'édition de 1761 citée par Gilbert

« Dans la quinzaine, les messagers du Vieux de la Montagne revinrent en Acre, et apportèrent au roi la chemise du Vieux ; et ils dirent au roi de la part du Vieux que c'était signe que comme la chemise est plus près du corps que nul autre vêtement, de même le Vieux voulait tenir le roi plus près de son amour que nul autre roi. »
— Traduction de l'ancien français en français moderne par Natalis de Wailly en 1865

### Conservation
Quelle que soit son origine, la chemise apparaît pour la première fois en 1418 dans l'inventaire du trésor du roi Charles VI. Après la mort de celui-ci, elle est mise en gage le 23 octobre 1422 pour financer ses funérailles ; elle est alors décrite dans le registre des comptes comme « la chemise Monseigneur Saint Loyis dont il faut une manche » (c'est-à-dire « à laquelle il manque une manche »).
Elle figure dans l'inventaire de la Sainte-Chapelle à partir de 1480. Puis, le 12 mars 1791, Louis XVI ordonne son transfert à l'abbaye de Saint-Denis. Elle fait ensuite partie des objets provenant de l'abbaye et apportés à la Convention nationale le 22 brumaire an II (12 novembre 1793). Le Moniteur universel du 28 brumaire (18 novembre), rendant compte du conseil général de la Commune de Paris du 26 brumaire (16 novembre), rapporte :

« La Section des Quinze-Vingts apporte des ornemens de culte, et entre autres reliques la fameuſe chemiſe de St Louis, laquelle, examen fait, ne ſe trouve être qu'une chemiſe de femme.
Le conſeil arrête que ce linge ſera brûlé ; ce qui eſt exécuté à l'inſtant. »

Cependant, elle se retrouve plus tard au Cabinet des médailles de la Bibliothèque de la Nation (actuelle Bibliothèque nationale de France). Certaines sources indiquent qu'elle y est transférée en novembre 1793, voire le 18 novembre 1793. D'autres sources relèvent que l'état des objets remis au Cabinet des médailles le 18 brumaire an IV (9 novembre 1795) liste au no 17 « une chemise que portait saint Louis dans sa captivité »,.
Elle est transférée le 26 octobre 1804, à la cathédrale Notre-Dame de Paris à l'occasion du sacre de Napoléon Ier le 2 décembre dans cette cathédrale. Elle y est conservée dans la vitrine XIX.
Elle présente un certain intérêt pour l'histoire du costume au Moyen Âge. Aussi est-elle classée monument historique au titre objet le 11 septembre 1974, puis restaurée en 2014 par Chevalier-conservation.
Elle est présentée au public lors de plusieurs expositions :
- d'octobre 1970 à janvier 1971, à la salle des gens d'armes de la Conciergerie, pour le 7e centenaire de la mort de Saint Louis[6] ;
- du 31 mai au 27 août 2001, au musée du Louvre[7] ;
- du 8 octobre 2014 au 11 janvier 2015, à la Conciergerie pour le 8e centenaire de la naissance de Saint Louis[9],[24],[25].

Le 15 avril 2019, elle est sauvée de l'incendie de Notre-Dame, en même temps que la Sainte Couronne et d'autres reliques, notamment grâce au prêtre Jean-Marc Fournier, aumônier des pompiers de Paris,. Elle est par la suite conservée à l'église Saint-Germain-l'Auxerrois,, mais contrairement à 120 autres œuvres du trésor de Notre-Dame de Paris, elle n'est pas exposée au musée du Louvre du 18 octobre 2023 au 29 janvier 2024.
Elle réintègre Notre-Dame de Paris en décembre 2024 pour sa réouverture au public après la fin des travaux de reconstruction. Exposée comme avant dans la sacristie de la cathédrale, elle se trouve maintenant au centre de celle-ci où elle accueille le visiteur, dans une nouvelle vitrine conçue par l'agence de la scénographe Nathalie Crinière. Contrairement aux autres vitrines conçues à cette occasion, qui privilégient le verre et le métal, celle qui accueille la chemise de Saint-Louis est en bois, pour faire écho aux vitrines qui avaient été installées par Viollet-le-Duc, lorsqu'il a restauré la cathédrale au XIXe siècle et reconstruit la sacristie.
Le styliste Jean-Charles de Castelbajac, qui a dessiné les vêtements et ornements liturgiques pour les messes de réouverture les 7 – 8 décembre, dit avoir trouvé son inspiration, lorsqu'il est arrivé à Paris à 17 ans, dans la chemise de Saint-Louis, devenue son « totem ».